# Димова завіса

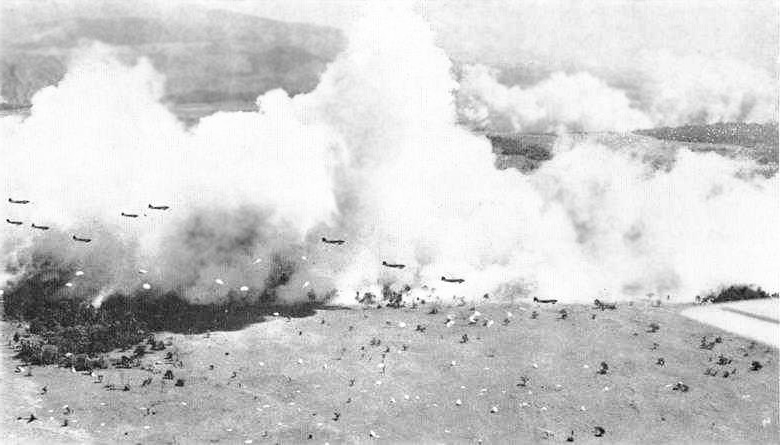
Військово-транспортні літаки С-47 (під прикриттям димової завіси) здійснюють десантування 503-ї бойової парашутно-десантної полкової групи в Наджабі. Папуа Нова Гвінея. 5 вересня 1943

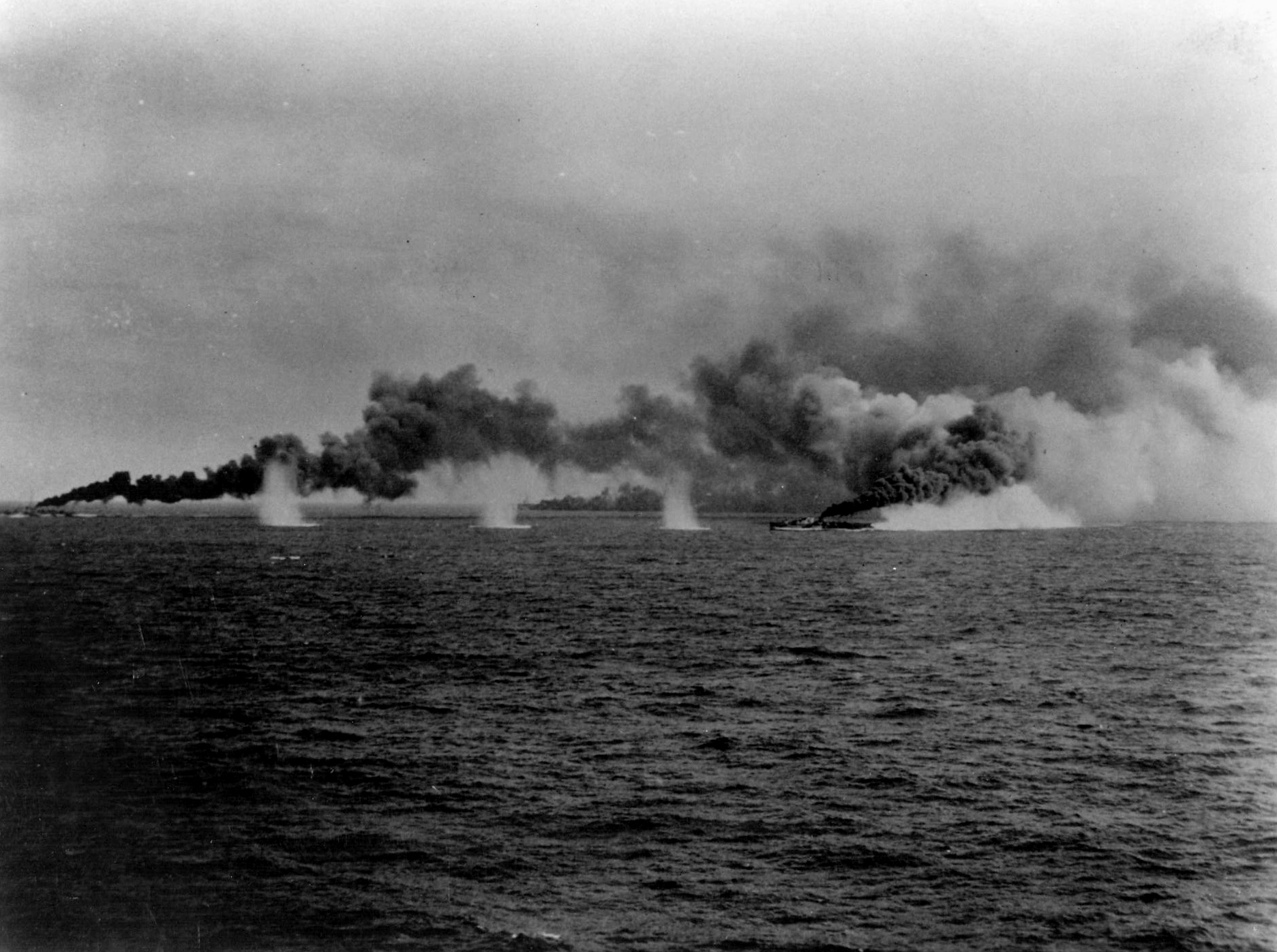
Постановка димової завіси міноносцями. Битва в затоці Лейте. 25 жовтня 1944

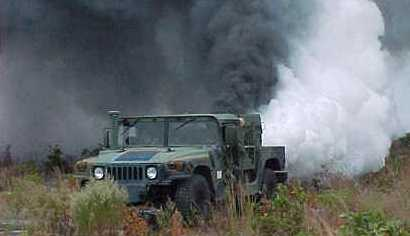
Постановка димової завіси зі спеціальних автомобілів

Димова́ заві́са — штучно створювана хмара диму або туману. Застосовується для засліплення противника, маскування та імітації дій своїх військ (сил флоту) та об'єктів. Димові завіси створюються за допомогою димових шашок, гранат, мін, снарядів, бомб, димоутворювальної апаратури (переносний, змонтованої на рухомих об'єктах або стаціонарної). Ефективність димових завіс залежить від типу димових засобів та їх витрати, метеорологічних умов (швидкості й напряму вітру, ступеня вертикальної стійкості й вологості повітря), рельєфу місцевості й підстилаючої поверхні.
Димові завіси розрізняють:
- за розташуванням — фронтальні, флангові, тильні, на хибних напрямках;
- за способом постановки — рухомі і нерухомі.

У бойових умовах димові завіси застосовувалися з I-ї світової війни, а також в роки Другої світової війни, особливо при прориві оборони, форсуванні водних перешкод, при діях ВМС і для маскування тилових об'єктів від авіації. Радянські війська особливо успішно використовували димові завіси при форсуванні Дніпра (1943), в Яссько-Кишинівській та Білоруській наступальній операціях (1944), в Берлінській наступальній операції (1945).
У бойових діях на морі в ході 1-ї світової війни димові завіси ставилися з димових труб кораблів (нафтові завіси), шляхом скидання на воду або буксирування спеціальних димних буїв, а також за допомогою спеціальної димової апаратури. Димові завіси застосовувалися в Ютландській морській битві 1916, в операції англійського флоту за заблокування баз німецьких підводних човнів в Зебрюгге і Остенде в 1917 та в інших операціях. Широко застосовувалися димові завіси упродовж німецько-радянської та Другої світової війн при обороні морських баз (Севастополь тощо), Ленінграда (прикриття переходів кораблів і транспортних суден, які здійснювали перевезення військ і вантажів у 1941—1943), при висадці морських десантів, для забезпечення виходу торпедних катерів в атаку і в ході інших бойових дій.
Димові завіси можуть бути поставлені з корабля (катера), літака і безпосередньо з самого замаскованого корабля. При постановці димової завіси враховуються напрямок і сила вітру, курс і швидкість кораблів, що маскуються, а також кораблів противника; визначаються курс і швидкість постановника завіси, пеленг закриття і довжина завіси. В сучасних умовах, попри впровадження радіолокації, димові завіси зберігають своє значення і при успішному придушенні радіолокаційних засобів противника вони продовжують залишатися одним із способів маскування.
Також використовується в політичному сенсі для маскування небажаних до розголошення для громадськості малопривабливих дій політиків.